# Scheckflügelschwalbe
Die Scheckflügelschwalbe (Hirundo leucosoma) ist eine Vogelart aus der Familie der Schwalben (Hirundinidae).

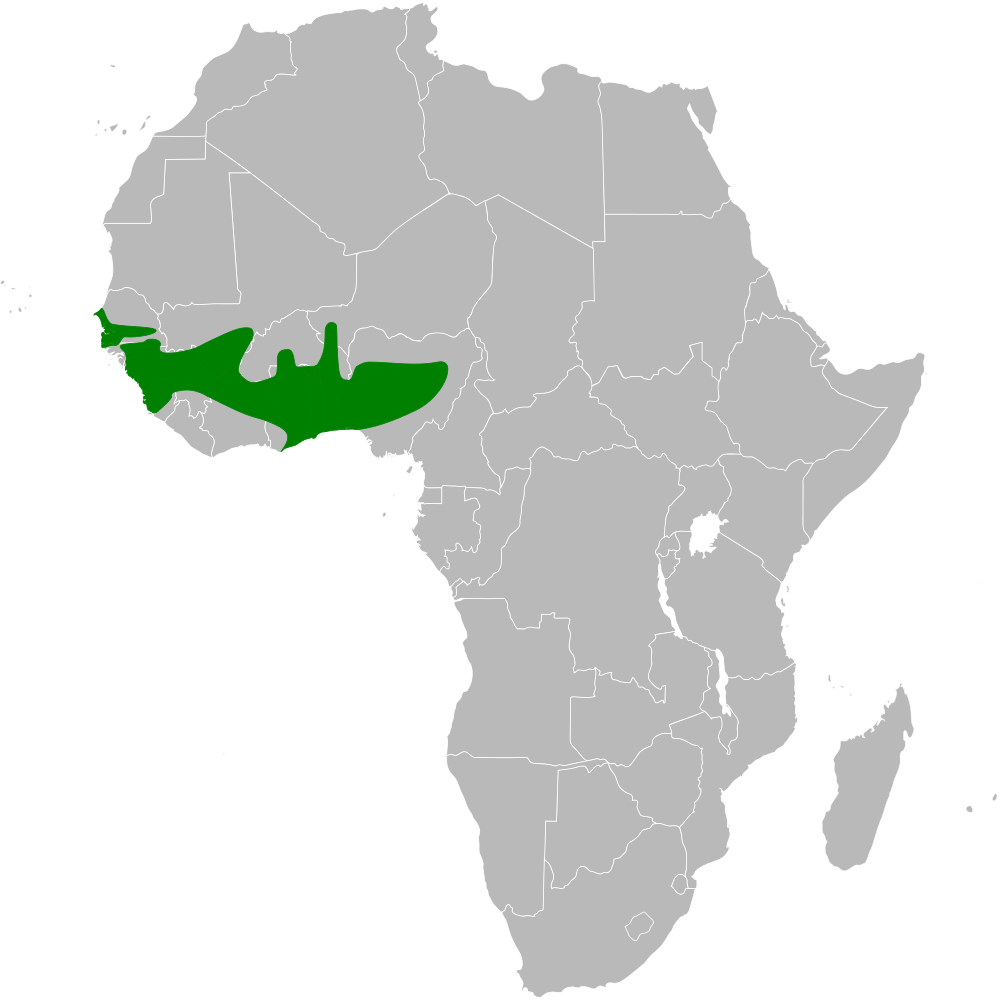
Vorkommen der Scheckflügelschwalbe

Der Vogel kommt in Westafrika in Benin, Burkina Faso, in der Elfenbeinküste, in Gambia, Ghana, Guinea, Guinea-Bissau, Kamerun, Mali, Niger, Nigeria, Senegal, Sierra Leone und Togo vor. Sein Lebensraum umfasst baumbestandene Savannen, Lichtungen und Flüsse, auch in der Nähe menschlicher Siedlungen einschließlich Städte.
Der Artzusatz kommt von altgriechisch λευκός leukós, deutsch ‚weiß‘ und altgriechisch σῶμα sōma, deutsch ‚Körper‘.
Dieser Vogel ist teilweise ein Standvogel, teilweise ein Zugvogel, in Kamerun als Irrläufer zu sehen. Im Senegal ist er nur im Dezember und Ende April anwesend, in Niger von November bis Anfang April, in Ghana während der Regenzeit.

## Merkmale
Diese Schwalbe ist etwa 12 cm groß, eine kleine, blau und weiß gefiederte Schwalbe mit charakteristischen großen weißen Flügelbinden. Sie ist die einzige afrikanische Schwalbe mit weißen Flügelbinden. Die Oberseite von der Stirn bis zu den Oberschwanzdecken sowie kleine Flecken an den Brustseiten sind hell glänzend stahlblau. Zügel und die Region unter dem Auge sind schwarz. Der nur leicht gegabelte Schwanz ist ziemlich kurz mit weißen Flecken, die Schwanzfedern sind schwarz mit blauem und grünem Glanz, das mittlere Federpaar ist ohne Weiß, die übrigen Schwanzfedern haben nach außen hin zunehmend große weiße Flecken, die äußersten Federn sind etwas länger und laufen spitz zu. Hand- und Unterarmschwingen sind schwärzlich mit matterem blauem Glanz, die Federn der Oberarmschwingen sind außen weiß und innen blau. Die großen Oberflügeldecken sind weiß, die übrigen Deckflügel glänzend blau. Schulter- und Unterflügeldecken sind weiß, ebenso Kinn, Kehle und die Unterseite. Der Schnabel ist schwarz, die Iris ist braun, die Beine sind schwarz. Beim Weibchen ist der Schwanz weniger gegabelt. Jungvögel sind farbloser mit braunem Kopf und wesentlich weniger blauem Glanz auf der Oberseite.
Die Art ist monotypisch.

## Stimme
Die Art ruft eher selten, der Kontaktruf wird als „chut“ beschrieben.

## Lebensweise
Die Nahrung besteht hauptsächlich aus fliegenden Insekten, die allein oder paarweise, mitunter in kleinen Gruppen gejagt werden, auch zusammen mit anderen Schwalben. Die Art fliegt tief, zwischen den Bäumen und über offenem Grasland mit abruptem, schnellem Flug, sie nimmt Ansitz auf Telefonleitungen, blattlosen Bäumen und Büschen. Der Vogel baut einzeln stehende Nester, ist standorttreu, nur manchmal nistet er zusammen mit der Rostbrust-Rötelschwalbe (Cecropis semirufa). Das Nest wird wiederverwendet. Das Gelege besteht aus 4 Eiern.

## Gefährdungssituation
Der Bestand gilt als „nicht gefährdet“ (Least Concern).